# Região Central (Tailândia)
A Região Central é uma das 4 regiões da Tailândia composta por 25 províncias e a Região metropolitana de Banguecoque. As regiões da Tailândia não possuem funções administrativas, são utilizadas apenas para fins estatísticos e geográficos.
- Ang Thong
- Chachoengsao
- Chai Nat
- Chanthaburi
- Chon Buri
- Kanchanaburi
- Lop Buri
- Metrópole de Bangkok
- Nakhon Nayok
- Nakhon Pathom
- Nonthaburi
- Pathum Thani
- Phetchaburi
- Phra Nakhon Si Ayutthaya
- Prachin Buri
- Prachuap Khiri Khan
- Ratchaburi
- Rayong
- Sa Kaeo
- Samut Prakan
- Samut Sakhon
- Samut Songkhram
- Saraburi
- Sing Buri
- Suphan Buri
- Trat

Em algumas ocasiões a Região Central se divide em duas, Região Leste e Região Central.
A Metrópole de Bangkok apesar de pertencer a Região Central, para fins de Censo, é apresentada destacada desta região.